# 나프탈란
나프탈란(아제르바이잔어: Naftalan)은 아제르바이잔 서부에 위치한 도시로, 인구는 7,806명이다. 고란보이 구에 완전히 둘러싸여 있으며 석유 공업이 발달하였다. 납탈란이라는 지명은 기름을 뜻하는 그리스어 "나프타"("νάφθα")에서 온 것이라고 추정되며, 얻다(to take)라는 동사를 뜻하는 아제리어 접미사 "-alan"이 첨가되었다.